# Wensleydale
Wensleydale es el valle del río Ure en el lado este de los Peninos en North Yorkshire, Inglaterra. Wensleydale está en el parque nacional de Yorkshire Dales. Su nombre se debe al pequeño pueblo de Wensley. El nombre de la aldea 'Wensley' viene de las palabras Woden's ley, o pradera del dios pagano Woden. Es famoso por su queso.

## Queso
El queso Wensleydale se elabora con leche de vaca. Se produce en un pueblo del condado de North Yorkshire en Inglaterra. Por lo general, tiene la forma de un disco plano conocido como camioneta. La historia del queso comenzó en Wensleydale en 1150 cuando los monjes empezaron a hacer queso. Esto se convirtió en una industria de la granja hasta que el primer queso comercial se hizo en Hawes en 1897. La fabricación de queso continuó hasta mayo de 1992, cuando la fábrica de queso cerró. Seis meses más tarde, un grupo de empresarios locales, extrabajadores de la fábrica y queseros, pudieron reabrir el negocio y promover el queso Real Yorkshire Wensleydale. Este negocio se ha convertido en un gran éxito en la fabricación de quesos especiales y ahora emplea a más de 200 personas.

## Wensleydale en la cultura popular
En los años noventa, las ventas del queso habían caído muy bajo. Sin embargo, en los populares dibujos animados de Wallace y Gromit, A Grand Day Out y A Close Shave, el personaje principal, Wallace, un amante del queso, menciona a Wensleydale como uno de sus quesos favoritos, lo que impulsó las ventas del queso.